# Kristjan Rasmussen Stenbæk
Kristjan Rasmussen Stenbæk (ved dåben: Christian Rasmussen) (1. januar 1839 på Ashøjgård, Ormslev Sogn – 17. april 1908) var en dansk skolemand og politiker, far til Halvdan Stenbæk.
Stenbæk var friskolelærer i Ormeslev, Vemmelev Sogn,  og blev senere forsøgsleder ved Askov Højskole. Han repræsenterede Svendborg Amts 2. valgkreds – Kværndrupkredsen – i Folketinget. Han hed oprindelig Christian Rasmussen og stillede op under dette navn i 1873 imod grev Ludvig Holstein-Holsteinborg i Skælskørkredsen, hvor han fik en meget anselig minoritet. Senere forandrede han sit navn, af hvad grund vides ikke, og lod sig kalde Stenbæk. I denne nye skikkelse stillede han sig i 1876 i Kværndrupkredsen, der var blevet ledig ved dens mangeårige repræsentant Jens Jensen-Trunderups tilbagetræden, og vandt en stor sejr over friskolelærer Kristjan Appel fra Ryslinge Højskole. Også i 1879 havde han en imponerende overvægt over sin modkandidat, baron Preben Bille-Brahe.
Man skulle således tro, at han var meget sikker i kredsen, men det viste sig langtfra at være tilfældet. Ved det følgende valg, den 24. maj 1881, blev han ganske uventet slået af en for kredsen helt fremmed mand, den radikale lærer Jørgen Hansen fra Ølstykke med 651 stemmer imod 633. Og så uopretteligt anså han sit nederlag for at være, at han ved valget kun to måneder efter ikke vovede at stille sig i kredsen, men gik imod Niels Andersen i Kertemindekredsen, hvor han vel tabte slaget, men kun med 18 stemmer mindre end den sejrende.
Hvad var da grunden til dette pludselige omslag i stemningen for ham i Kværndrupkredsen? Ja, det må vist nærmest siges at være den, at han var kommet på kant med Christen Berg. Stenbæk var nemlig vel venstremand og i sin tid medlem af Det forenede Venstre; men han var tillige en meget moderat mand, der stillede sig på et afgjort forhandlingsstade. Da han mere decideret end de fleste andre gav til kende, at han ikke ville bøje sig for den mægtige høvding, gjorde han sig stærkt upopulær i denne fraktion af Venstre, og den viste sig stærk nok til at fælde ham. Ja så bitter skal Bergs stemning have været ham, at man endog vil vide, at Berg tilrådede sine meningsfæller i Kertemindekredsen hellere at stemme på højremanden Niels Andersen, end på venstremanden Stenbæk og dermed afgjorde valgets udfald.
Stenbæk var en habil og kompetent rigsdagsmand; han var en selvstændig karakter med udprægede moderate anskuelser. Desuden var han en flittig og en alvorlig mand med jævnt gode evner, men med en fremtrædende højskoleuklarhed. Han var meget afholdt, og der er heller ingen tvivl om, at han besad en hæderlig karakter. Han var også en mand, der følte varmt og alvorligt for Danmarks sag, og han var med til i sin tid at bringe den første forsvarsadresse i gang. Under sin rigsdagsgerning undgik han vel ikke at kommet modstrid med denne sin fortid, men han viste på den anden Side ved sin virken for Hærloven og Søværnsloven, at hans hjerte fremdeles bankede varmt for den samme sag. Han talte kun sjældent i Rigsdagen, men nok til at vise, at han havde ordet i sin magt, omend hans tanker ikke altid var helt klare. Han havde et noget svagt, syngende organ, der gav hans foredrag en monoton klang.
Han udgav: Bidrag til Kristen Mikkelsen Kolds Levnedstegning (2. oplag 1892).
Han var gift 1. gang med Kristine Klaudine Nielsen (1852-1911). 
Det kan komme til at fremstå sådan, at Kristian Rasmussen Stenbæk blev gift en anden gang med en Ane Marie Lauridsen d. 28. august 1901 i Askov. Det blev han dog ikke - han var gift med Kristine Klaudine Nielsen indtil hans død i 1908. Det var Kristian Rasmussen Stenbæks halvbror, Kristen Rasmussen Stenbæk, der blev gift med Ane Marie Lauridsen - denne halvbror blev født i 1871 og døde i 1946. Kristian og Kristen havde samme far, Rasmus Marcussen. Han giftede sig på ny i 1862, efter hans første kone, Ane Katrine Hansdatter - som også var Kristian Rasmussen Stenbæks mor, døde i 1861.